# フラクショナル・オーナーシップ
フラクショナル・オーナーシップ (Fractional Ownership) とは、物品の所有権を共有してその物品を分割使用すること。この手法は、タンカーや貨物船などの船舶や、ビジネスジェット、ヘリコプターなどの航空機、その他の高額で登記可能な物件に用いられ、資本財以外の分野に適用したものがリゾート・マンションのタイムシェアである。
利点としては、購入費用や保険、係留（駐機）などの諸費用を利用者で分担できるため、一人当たりの総コストを低く抑えられることが挙げられる。特に船舶や飛行機などは高額なことに加え、係留・駐機場所の確保や修理、定期点検の手配や費用の負担が大きく、所有できるのは大富豪などに限られるがために市場の成長が見られなかったが、フラクショナル・オーナーシップの登場により、より少ない負担でリースよりも短時間（数時間から1日）の使用が可能となった。
航空機では駐機料などの空港使用料や点検費用がかかるため、単発の小型機であっても所有できるのは高所得者に限られており、多くの個人パイロットはクラブで共同購入した機体を共有していた。ビジネスジェットにおいてはさらに機種限定資格を有する操縦士の手配も必要となるため、所有できるのは資産家などごく一部の人間だけだった。1984年にエグゼクティブ・ジェット・アビエーション（EJA、現ネットジェッツ）社がフラクショナル・オーナーシップ（en:Fractional Jets）を始めたところ、単独で購入できなかった層にも利用が広まったことで市場が大きく拡大した。これを受け、複数の機種を会社側で揃え、好きな機体を時間貸しする個人向けサービスも登場するなどしている。
個人向けの船舶は高額なことに加え、船・ボートを販売するマリーナが船と停泊権を併せて販売していることが多く、利用スタイルに柔軟性がなかったが、ヤマハ発動機などのメーカーでは利用拡大を目指して自社船のシェアリングサービスを行っている。